# Herbert Leader Hawkins
Herbert Leader Hawkins FRS (1887 - 29 décembre 1968)  est un géologue britannique. Il est récipiendaire de la médaille Lyell en 1940.
Pendant la Première Guerre mondiale, il est un objecteur de conscience, exempté du service militaire à condition de continuer son travail d'alors .